# Miriam Lichtheim
Miriam Lichtheim ( 3 de maio de 1914, Istambul - 27 de março de 2004, Jerusalém ) foi uma egiptóloga israelense-americana nascida na Turquia, conhecida por suas traduções de textos egípcios antigos.

## Biografia
Miriam nasceu em Istambul em 3 de maio de 1914, filha de Richard Lichtheim – um político judeu nascido na Alemanha, publicitário e notável sionista – e sua esposa Irene (nascida Hafter), uma judia sefardita cuja primeira língua era o grego. Seu irmão mais velho, nascido em 1912, era o jornalista marxista britânico George Lichtheim. De 1913 a 1917, Richard Lichtheim foi o sucessor de Victor Jacobson, representante da Organização Mundial Sionista em Istambul. Devido a suspeitas de espionagem, a família Lichtheim retornou à Alemanha em 1919, após o fim da Primeira Guerra Mundial.
Em 1934, a família emigrou para a Palestina, onde Miriam estudou com Hans Jakob Polotsky na Universidade Hebraica de Jerusalém. Num artigo de recordações sobre o seu professor, ela recorda que, no início do ano, na aula de egípcio de Polotsky havia quatro alunos; no final, só ela permaneceu. Durante o tempo de Miriam na Universidade Hebraica, seu pai Richard tornou-se o representante da Organização Sionista Mundial na Liga das Nações e mudou-se para Genebra com Irene. Eles retornariam em 1946, após o fim da Segunda Guerra Mundial e a fundação de Israel.
Após concluir seus estudos, Miriam viajou para os Estados Unidos em 1941, onde estudou e recebeu um doutorado em Egiptologia pela Universidade de Chicago. Ela trabalhou como bibliotecária acadêmica primeiro na Universidade de Yale e depois na Universidade da Califórnia, em Los Angeles, onde foi bibliógrafa e professora do Oriente Próximo até sua aposentadoria em 1974.
Em 1982, ela retornou a Israel, onde lecionou em sua antiga escola, a Universidade Hebraica de Jerusalém . Ela morreu em 2004.

## Obra
Em 1973, ela publicou o primeiro volume da Ancient Egypt Literature (abr. AEL ), traduções anotadas de textos do Império Antigo e Médio. Nesta obra, ela descreve a gênese e a evolução de diferentes gêneros literários no Egito, com base em óstracos, inscrições gravadas em pedra e textos de papiros. Em 1976, o segundo volume do AEL contendo textos do Novo Reino foi publicado, seguido em 1980 pelo terceiro abordando a literatura do primeiro milênio a.C. Essas antologias amplamente utilizadas se tornaram clássicos no campo da egiptologia, retratando a evolução da literatura no antigo Egito.

## Publicações (seleção)
- Com Elizabeth Stefanski, 1952: Óstracos coptas de Medinet Habu . Publicações do Instituto Oriental 71. Chicago: Imprensa da Universidade de Chicago.
- 1963: "Egito Antigo: Um levantamento da historiografia atual", The American Historical Review 69 (1), 30–46. DOI: 10.2307/1904412.
- 1973–1980 (e reimpressões): Literatura egípcia antiga. Um livro de leituras, 3 volumes, The University of California Press Volume 1, Volume 2 e Volume 3
- 1983: Literatura de sabedoria egípcia tardia no contexto internacional: um estudo de instruções demóticas . Orbis Biblicus e Orientalis 52. Friburgo (Suíça); Göttingen: Universitätsverlag; Vandenhoeck e Ruprecht.
- 1988: Autobiografias egípcias antigas, principalmente do Império Médio: um estudo e uma antologia . Orbis Biblicus e Orientalis 84. Friburgo (Suíça); Göttingen: Universitätsverlag; Vandenhoeck e Ruprecht.
- 1992: Maat em Autobiografias Egípcias e Estudos Relacionados . Orbis Biblicus e Orientalis 120. Friburgo (Suíça); Göttingen: Universitätsverlag; Vandenhoeck e Ruprecht.
- 1997: Valores morais no Egito Antigo . Orbis Biblicus e Orientalis 155. Friburgo (Suíça); Göttingen: Universitätsverlag; Vandenhoeck e Ruprecht.
- 1999: Contando brevemente: um livro de memórias da minha vida . Freiburg (Schweiz): Universitätsverlag.